# Aleppo (Contea di Allegheny, Pennsylvania)
Aleppo è una township degli Stati Uniti d'America, nella contea di Allegheny nello Stato della Pennsylvania. Secondo il censimento del 2000 la popolazione è di 1.039 abitanti.

## Società

### Evoluzione demografica
La composizione etnica vede una prevalenza di persone bianche (95,48%), mentre le persone afroamericane sono pari al 3,08%.
| township di Aleppo Popolazione |       |
| 2000                           | 1.039 |
| Stima al 01-07-07              | 1.254 |